# خلبان فضانورد اتحاد جماهیر شوروی

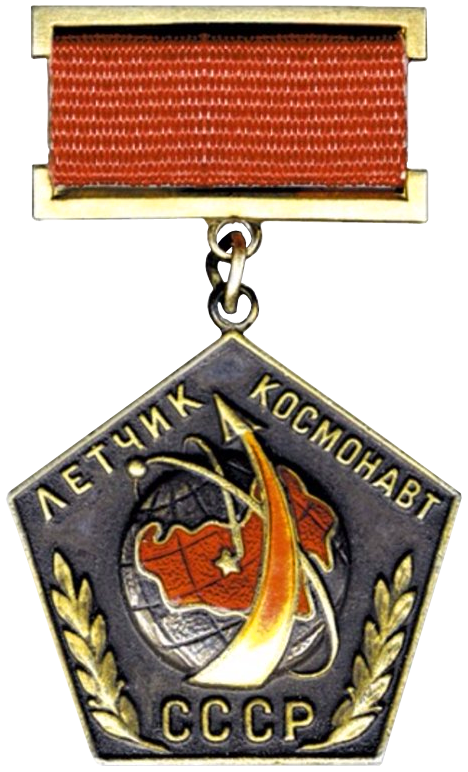
نشان خلبان فضانورد اتحاد جماهیر شوروی.

خلبان فضانورد اتحاد شوروی از عناوین افتخاری در اتحاد جماهیر شوروی سوسیالیستی بود که در ۱۴ آوریل ۱۹۶۱ (میلادی) به دستور شورای عالی اتحاد جماهیر شوروی سوسیالیستی به تصویب رسید. این عنوان به همه فضانوردان شوروی تعلق گرفت. در شوروی ۷۲ فضانورد مفتخر به دریافت این عنوان شدند که عبارتند از:
1. ۱۹۶۱ – یوری گاگارین
2. ۱۹۶۱ - گرمان تیتوف
3. ۱۹۶۲ - آندریان نیکولایف
4. ۱۹۶۲ – پاول پوپوویچ
5. ۱۹۶۳ – والری بیکوفسکی
6. ۱۹۶۳ – والنتینا ترِشکووا
7. ۱۹۶۴ – بوریس یگوروف
8. ۱۹۶۴ – ولادیمیر کوُماروف
9. ۱۹۶۴ - کنستانتین فئوکتیستوف
10. ۱۹۶۵ – پاول بلیایف
11. ۱۹۶۵ – الکسی لئونوف
12. ۱۹۶۸ – گئورگی بِرِگاوُی
13. ۱۹۶۹ – ولادیسلاو وُلکوف
14. ۱۹۶۹ – بوریس وُلینوف
15. ۱۹۶۹ – ویکتور گورباتکو
16. ۱۹۶۹ – الکسی یِلِسیِیف
17. ۱۹۶۹ – والری کواسوف
18. ۱۹۶۹ – آناتولی فیلیپچنکو
19. ۱۹۶۹ – یِوگِنی خرونوف
20. ۱۹۶۹ – ولادیمیر شاتالوف
21. ۱۹۶۹ – گئورگی شُونین
22. ۱۹۷۰ – ویتالی سِواستیانوف
23. ۱۹۷۱ – نیکولای روکاویشنیکوف
24. ۱۹۷۱ – گئورگی دوبرووُلسکی
25. ۱۹۷۱ – ویکتور پاتسیایف
26. ۱۹۷۳ – پیوتر کلیماک
27. ۱۹۷۳ – واسیلی لازِرِف
28. ۱۹۷۳ – والنتین لِبِدِف
29. ۱۹۷۳ – اولگ گریگوریویچ ماکاروف
30. ۱۹۷۴ – یوری آرتیوخین
31. ۱۹۷۴ – لئو دیومین
32. ۱۹۷۴ – گنادی سارافانوف
33. ۱۹۷۵ – گئورگی گِرچکو
34. ۱۹۷۵ – الکسی گوبارِف
35. ۱۹۷۶ – ولادیمیر آکسیونوف
36. ۱۹۷۶ – ویتالی ژولوبوف
37. ۱۹۷۶ – ویاچیسلاو زودوف
38. ۱۹۷۶ – والری رُژدِست وِنسکی
39. ۱۹۷۷ – یوری گلازوف
40. ۱۹۷۷ – ولادیمیر کُوالیونوک
41. ۱۹۷۷ – والری ریومین
42. ۱۹۷۷ – ولادیمیر ژانیبِکوف
43. ۱۹۷۸ – الکساندر ایوانچنکوف
44. ۱۹۷۸ – یوری روماننکو
45. ۱۹۷۹ – ولادیمیر آفاناسوویچ لیاخوف
46. ۱۹۸۰ – لئونید کیزیم
47. ۱۹۸۰ – یوری واسیلیوویچ مالیشِف
48. ۱۹۸۰ – لئونید پوپوف
49. ۱۹۸۰ – گنادی استرکالوف
50. ۱۹۸۱ – ویکتور ساوینیخ
51. ۱۹۸۲ – آناتولی بِرِزُوی
52. ۱۹۸۲ – سِوِتلانا ساویتسکایا
53. ۱۹۸۲ – الکساندر سِرِبروف
54. ۱۹۸۳ – الکساندر پاولِوویچ الکساندروف
55. ۱۹۸۳ – ولادیمیر تیتوف
56. ۱۹۸۴ – اولگ آتکوف
57. ۱۹۸۴ – ایگور وُلک
58. ۱۹۸۴ – ولادیمیر سُلوُ ویوف
59. ۱۹۸۵ – ولادیمیر واسیاتین
60. ۱۹۸۵ – الکساندر الکساندروویچ وُلکوف
61. ۱۹۸۷ – الکساندرویکتورنکو
62. ۱۹۸۷ – الکساندر لاویکین
63. ۱۹۸۷ – آناتولی لوچنکو
64. ۱۹۸۸ – موسی ماناروف
65. ۱۹۸۸ – آناتولی سولوویوف
66. ۱۹۸۹ – سرگئی کریکالِف
67. ۱۹۸۹ – ولاری پولیاکوف
68. ۱۹۹۰ – الکساندر نیکولایوویچ بالاندین
69. ۱۹۹۱ – آناتولی آرتسبارسکی
70. ۱۹۹۱ – توکتار آئوباکیروف
71. ۱۹۹۱ – ویکتور میخایلوویچ آفاناسیِف
72. ۱۹۹۱ – گنادی ماناکوف